# Chlorolestes
Chlorolestes là một chi chuồn chuồn kim thuộc họ Synlestidae.

## Các loài
Chi có các loài sau:
- Chlorolestes apricans Wilmot, 1975 - Basking Malachite[2]
- Chlorolestes assegaii Pinhey, 1950
- Chlorolestes conspicuus Hagen in Selys, 1862 - Conspicuous Malachite[2]
- Chlorolestes draconicus Balinsky, 1956 - Drakensberg Malachite[2]
- Chlorolestes elegans Pinhey, 1950 - Elegant Malachite[2]
- Chlorolestes fasciatus (Burmeister, 1839) - Mountain Malachite[2]
- Chlorolestes tessellatus (Burmeister, 1839) - Forest Malachite[2]
- Chlorolestes umbratus Selys, 1862 - White Malachite[2]

## Hình ảnh

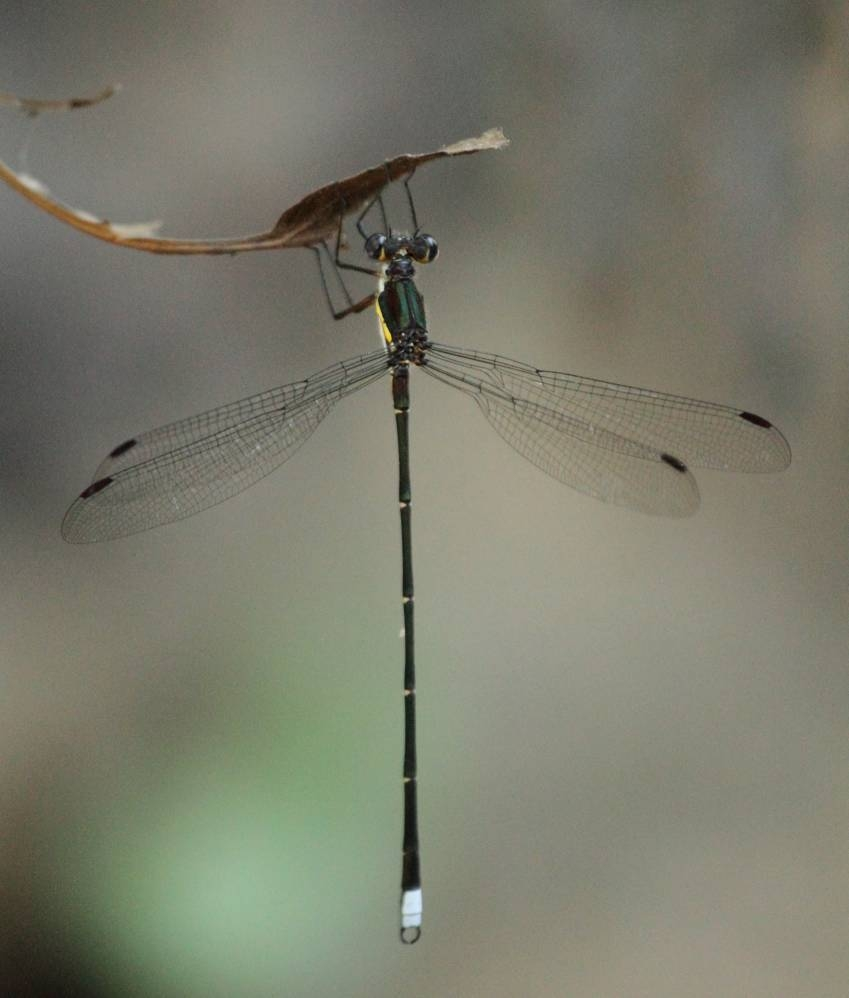